# Aleixo (Orlov)
Aleixo (em russo:  Алексий, nascido: Alexei Stepanoviche Orlov, em russo:  Алексе́й Степа́нович Орло́в; 8 (20, de acordo com o calendário gregoriano) de fevereiro de 1862, Samara, Império Russo - 4 de setembro de 1937, Lisia Balka,  RSS Cazaque, URSS) foi bispo da Igreja Ortodoxa Russa, arcebispo de Omsk. Classificado entre os santos da Igreja Ortodoxa Russa em 2000.